# Переходная кора
Переходная кора (периаллокортекс) — это области плавного гистологического перехода на стыке между новой корой (неокортексом или неопаллиумом) и либо старой корой (палеокортексом, палеопаллиумом), либо древней корой (архикортексом, архипаллиумом). Поэтому переходная кора, в свою очередь, может быть подразделена на переходную старую кору, или перипалеокортекс (перипалеопаллиум), и переходную древнюю кору, или периархикортекс (периархипаллиум). К переходной старой коре относится прежде всего передняя инсулярная кора. К переходной древней коре относятся энторинальная кора, пресубикулярная кора, ретроспленальная кора, надмозолистая область, подколенная область.
Следует заметить, что ни старая или древняя кора, ни даже переходная кора (периаллокортекс) нигде не переходит непосредственно в типичную новую кору («истинный неокортекс» или «истинный изокортекс»). Вместо этого, на границе между переходной старой или древней корой, и типичной новой корой («истинным изокортексом» или «истинным неокортексом») имеется ещё одна переходная область, уже со стороны изокортекса, так называемая переходная новая кора, или произокортекс. Таким образом, на границе между старой и древней корой, и типичной новой корой имеются не одна, а две переходные области. Одна, гистологически более сходная с аллокортексом, то есть со старой или древней корой, называется переходной корой — переходной старой или переходной древней корой, соответственно. Другая, гистологически более сходная с «истинным изокортексом» («истинной новой корой»), называется переходной новой корой, или произокортексом.
Вместе эти переходные области — периаллокортекс (переходную кору) со стороны аллокортекса, и произокортекс (переходную новую кору) со стороны неокортекса/изокортекса, называют промежуточной корой, или мезокортексом..